# Pollenia rufipalpis
Pollenia rufipalpis är en tvåvingeart som först beskrevs av Macquart 1834.  Pollenia rufipalpis ingår i släktet vindsflugor, och familjen spyflugor.
Artens utbredningsområde är Frankrike. Inga underarter finns listade i Catalogue of Life.